# La Dame de chez Maxim (1950)
La Dame de chez Maxim é um filme de comédia produzido na França, dirigido por Marcel Aboulker e lançado em 1950.